# Пљачка Рима 410.
Пљачка Рима 410. године, такође позната и као Визиготска или Аларикова пљачка Рима се догодила 24. августа 410. непосредно након што су Визиготи под вођством краља Алариха I заузели Рим и изложили га масовној пљачки. Пљачка се догодила за вријеме велике сеобе Визигота са подручја данашњег Балкана даље на Запад, где су Готи настојали пронаћи нову домовину на простору тадашњег Западног римског царства. Како би од од тадашњег западноримског цара Хонорија изнудили територијалне и друге уступке, Аларихови Готи су неколико пута опседали Рим и пустошили Италију. Пљачка из 410. године је трајала три дана при чему су се Визиготи, према наводима тадашњих историчара, као аријански хришћани устручавали од претјераног насиља над грађанима Рима и пустошења зграда, са изузетком маузолеја ранијих римских царева.
Иако Рим у то доба више није био политичко сједиште Западног царства, још увијек је имао престиж као његово духовно средиште и „вјечни град“, кога 800 година, односно од доба галског поглавице Брена (390. или 387. године п. н. е.), нису успјели заузети страни освајачи. Стога је тај догађај, који се све дотле сматрао незамисливим, оставио снажан утисак на савременике који су га често тумачили као почетак краја свијета.

## Позадина
Први значајнији сукоби Римљана са Готима датирају из 3. вијека, када су Готи из својих тадашњих станишта у данашњој Украјини, нападали римске провинције на Балкану. Користећи политичку кризу у којој се нашло тадашње Римско царство, Готи су 271. присилили Римљане да напусте провинцију Дакију (данашњу Румунију), односно успоставили Дунав као трајну границу између свога и римског подручја. Одатле су повремено изводили пљачкашке походе, али су такође служили и као помоћни одреди у римској војсци. Релативна стабилност на римско-готској граници је нарушена када су у осмој деценији 4. века у источну Европу провалили Хуни. Долазак Хуна је натерао дотадашње становнике источне Европе да потраже уточиште на западу и тако су покренули Велику сеобу народа. Један од првих народа који се нашао на удару Хуна су били Готи, односно њихов огранак који ће касније бити познат као Визиготи. Под заповедништвом свог поглавара Фритигерна, Готи су пребјегли преко Дунава. Иако им је у почетку цар Валенс одобрио да се населе у Тракији, Готи су врло брзо дошли у сукоб са римским властима. Исход Готског рата била је римска војна катастрофа код Хадријанопоља (данашње Једрене) након које су Визиготи изборили право да као федерати тј. римски савезници буду трајно насељени унутар граница Царства, односно на источном Балкану, гдје су стекли аутономију поставши својеврсна "држава у држави".
Смрт цара Теодосија I Великог 395. након које се Царство подијелило на Западно и Источно, те размирице супарничких дворова у Константинопољу и Милану, су визиготском краљу Алариху I дале прилику да подигне велики устанак. Аларихов циљ је био да се избори за још веће материјалне и политичке уступке за своје сународнике. Од напада на источноримску престоницу га је одвратила откупнина, али је зато извршио велики поход на југ, приликом кога је опљачкана и опустошена Грчка. Визиготи су након тога кренули на сјевер, те се почели насељавати у Илирику. Аларих је тада имао намјеру своје сународнике да насели у Галији, а као најсврсисходнији пут му се чинила плодна и богата сјеверна Италија, гдје се, између осталог, налазио и Медиоланум (Милано), седиште западноримског двора у то време.
Након мањих упада 400. и 401. Аларих је своје сљедбенике покренуо 402. године када га је западноримски војсковођа Стилихон успио зауставити у код Поленције. Аларих је прегруписао своје људе и поновно кренуо у поход, али га је сљедеће године Стилихон поновно поразио код Вероне. Аларих је након тога морао поново да устукне, али су на Италију наваљивали и други нападачи. Међу њима се највише истакао пагански војсковођа Радагајст који је 405. такође провалио у Италију, али кога је такође успио поразити Стилихон. Међутим, у настојању да сузбије ту хорду, Стилихон је морао повући гарнизоне са других римских граница, а што су крајем 406. искористили Вандали, Алани и Свеви, који су прешли Рајну и упали у Галију која им је стајала на милост и немилост. Сљедеће је, пак, године, дошло до велике побуне у Британији чији је гарнизон извикао Константина III за цара. Стилихон је, пак, тада био више окренут према истоку, односно својим непријатељима на источноримском двору те је након смрти цара Аркадија 408. започео преговоре са Аларихом, обећавши Визиготима издашну награду уколико би се заједно кренули на Константинопољ. Међутим, против Стилихона, који је поријеклом по оцу био Вандал, се акумулирало велико незадовољство међу западноримским политичарима, који су сматрали да ради властитих амбиција шурује са својим варварским сународницима, односно да је одговоран за колапс римске власти у Галији. У љето 408. Стилихон је ухапшен и погубљен, а истовремено је масакрирано 30.000 германских савезника у Италији, укључујући многе Визиготе. Алариха су његови разбјешњени поданици наговорили да се освети Римљанима и крене у још један поход.

## Прве двије опсаде Рима
Са Стилихоновом смрћу Западно римско царство је остало без јединог војсковође који се могао ефикасно супротставити Визиготима. У септембру 408. Аларих је са војском упао у Италију гдје није било ниједне римске војске која би му могла пружити ефикасни отпор. Брзо је дошао под Рим и ставио га под опсаду. Град је почела морити глад, а грађани су постали толико очајни да су, према историчару Зосиму, тражили спас град у вршењу дотада забрањених паганских обреда, а за то је посебну дозволу дао и папа Иноћентије I. На крају је је сенат пристао Алариху платити 5000 фунти злата, 30.000 фунти сребра, као и велику количину свиле и бибера, те око 40.000 робова. Аларих се потом са својим сљедбеницима повукао у Етрурију.
У Етрурији је готски краљ започео преговоре са Хоноријем, који је прије тога резиденцију из Медиоланума склонио у лакше брањиву Равену. Аларих је тражио да се његовим сународницима за насељавање преда територија између Дунава и сјеверног Јадрана, односно да он сам преузме некадашњу Стилихонову функцију магистер милитума, односно врховног заповедника западноримске војске. Хонорије је то одбио, чак и када је Аларих ублажио захтјеве. Стога је Аларих поновно покренуо војску на југ и године 409. дошао под зидине Рима. Покушај Хонорија да град ојача са мањим снагама најамника из Илирика је довео до тога да Готи униште луку Порт. Граду је поновно запријетила глад, те су Римљани овај пут опсаду прекинули политичким маневром - градског префекта Приска Атала је римски сенат прогласио за цара, а он је формално прихватио све Аларихове захтјеве.
Аларих је потом одлучио кренути на сјевер како би се обрачунао са Хоноријем у Равени, односно поставио Приска Атала на његово мјесто. Хонорије је био спреман за капитулацију, али му је у помоћ притекао његов синовац, источноримски цар Теодосије II са шест легија. Истовремено се против свог номиналног владара Приска Атала побунио Хераклијан, намесника провинције Африке, стратешки важна као житница Рима. Аларих се због тога поновно окренуо на југ како би предузео поход на Африку и осигурао жито. Приск Атал је, међутим, одбио дати формалне овлашћењу за поход, те га је Аларих формално смијенио и поновно започео преговоре са Хоноријем.

## Трећа опсада, пад и пљачка града
Према историјским изворима, Хонорије и Аларих су били на рубу споразума, али је у том тренутку Алариха мучки покушао да убије Сар, готски официр у Хоноријевој служби, коме је главни мотив било дугогодишње лично непријатељство са Алариховим помоћником Атаулфом. Разбјеснели Аларих је поновно покренуо војску на југ, према Риму.
Аларикова је војска под Рим дошла у љето 410, прије жетве, односно када је град већ био материјално и морално исцрпљен са двије претходне опсаде. Трећа се опсада завршила 24. августа када је град пао. Дио касноантичких историчара приписује пад Града издаји, односно након што су отворена врата Порта Салариа, кроз која су Визиготи нагрнули у град. Према византијском историчару Прокопију из 6. века, градска врата су отворили 300 готских робова које је Аларих поклонио Римљанима у знак добре воље, а заправо као убачене „кртице"; према другим изворима, врата је отворила племкиња Аниција Фалтонија Проба, мотивисана милосрђем према својим суграђанима који су се, измучени глађу, почели окретати канибализму.
О поступању Визигота према освојеном граду постоје контрадикторни извјештаји. Један од првих је Јеронимов запис који је 412. у Витлејему описао како су грађани изложени масакру у коме је само мањи број преживио. Други извјештаји спомињу како је насиље било углавном усмјерено против грађана за које се сумњало да крију благо. Једна од тих жртава је била света Марцела, којој Готи нису вјеровали када им је рекла да је све своје богатство подијелила са сиромашнима, те је због тога насмрт претукли. Такође се спомиње како су Визиготи у граду такође палили бројне куће. Међу грађевинама које су опустошене биле су Августов и Хадријанов маузолеј, гдје су Визиготи распршили пепео некадашњих царева.
Неки од извора, међутим, наводе како су Визиготи били релативно суздржани према становницима за шта су постојали вјерски мотиви. Аларих I је као хришћанин својим људима изричито забранио да пале и пљачкају цркве, рекавши како је „у рату са Римљанима, а не апостолима“. Исто тако је дозволио бројним грађанима да унутар њихових зидова нађу уточиште, односно склоне своје вриједне ствари.
Пљачка је завршена након што је Аларих са својим ратницима напустио град. Заједно са њима је био и велики број заробљеника, укључујући Галу Плацидију, кћер некадашњег римског цара Теодосија I и Хоноријеву полусестру. Аларих је, дијелом због тога што је настојао избјећи напад источноримских одреда Теодосија II, а дијелом зато што је настојао освојити Африку, кренуо на југ. Дошао је до Регија, али је тамо његову импровизовану флоту уништила олуја. Кренуо је натраг на сјевер, али га је у Козенци затекла смрт.

## Посљедице
Алариха је наслиједио Атаулф који је 412. напустио Италију, те, користећи недовршени грађански рат међу супарницима за западноримско пријесто, преко Галије успио доћи у Хиспанију, гдје ће његови насљедници основати Визиготску краљевину. Град Рим, који је и даље био под влашћу западноримских царева, изгубио је дио становништва које се раселило по селима, али се у сљедећих неколико деценија успио дјелимично опоравити у економском смислу. Извјештаји савременика, међутим, наводе да су посљедице пљачки и пустошења по околне градове и насеља биле теже, односно да су многи дотадашњи путеви постали непроходни због неодржавања.
Непосредне политичке посљедице пустошења Рима су биле прије свега у колапсу било ауторитета царске власти, која није била у стању заштитити древну пријестоницу, а своју немоћ исте године показала и Хоноријевом поруком римским грађанима Британије којом се Царство de facto одрекла своје провинције. Ни на европском континенту та власт није била ништа јача, гдје су примјер Визигота слиједила друга германска племена стварајући властите државе у држави на дотадашњим римским територије Галије, Хиспаније, а од 429. и сјеверне Африке. Због свега тога се пљачка Рима узима као симболички почетак, или најспектакуларнији догађај у процесу који је касније постао познат као пад Римског царства.
Пљачка Рима је, са друге стране, оставила много дубље и теже посљедице на психу савременика. Пустошење града који је готово пола миленијума управљао цијелим познатим, или барем „цивилизованим“ свијетом, представљало је дубоки шок и довело до преиспитивања свих досадашњих ауторитета, институција и погледа на свет. То је укључивало и однедавно етаблирано хришћанство, кога су преостали пагани почели оптуживати да је главни разлог за пропадање Царства и недаће његових поданика, укључујући и саме хришћанске вјернике. Дио савременика тако наводи да су се, поготово у забаченијим градовима и провинцијама, становници почели поновно окретати тада забрањеним и заборављеним паганским ритуалима. Настојећи се томе одупријети, црквени писци и апологети у 5. вијеку су уложили великог труда како би одговорили на паганске оптужбе. Од свих тих дјела је најпознатија дело Августина, епископа Хипона, Civitas dei (О држави Божијој).